# دانييلا كروز
دانييلا كروز (بالإسبانية: Daniela Cruz)‏ (8 مارس 1991 -) هي مدربة كرة قدم ولاعبة كرة قدم كوستاريكية في مركز الدفاع، شاركت في دورة الألعاب الأمريكية 2015. وشاركت مع منتخب كوستاريكا الوطني لكرة القدم للنساء. أما مع النوادي، فقد لعبت مع Red Star Belgrade (women's football) ‏.

## وصلات خارجية
- دانييلا كروز على موقع الاتحاد الدولي (مؤرشف)  (الإنجليزية)
- دانييلا كروز على موقع الاتحاد الأوربي (الإنجليزية)
- دانييلا كروز على موقع بطولة كرة القدم المكسيكية للسيدات (الإسبانية)
- دانييلا كروز على موقع قاعدة بيانات كرة القدم.إي يو (الإنجليزية)
- دانييلا كروز على موقع Soccerway.com (الإنجليزية)